# Símbolos Adinkra

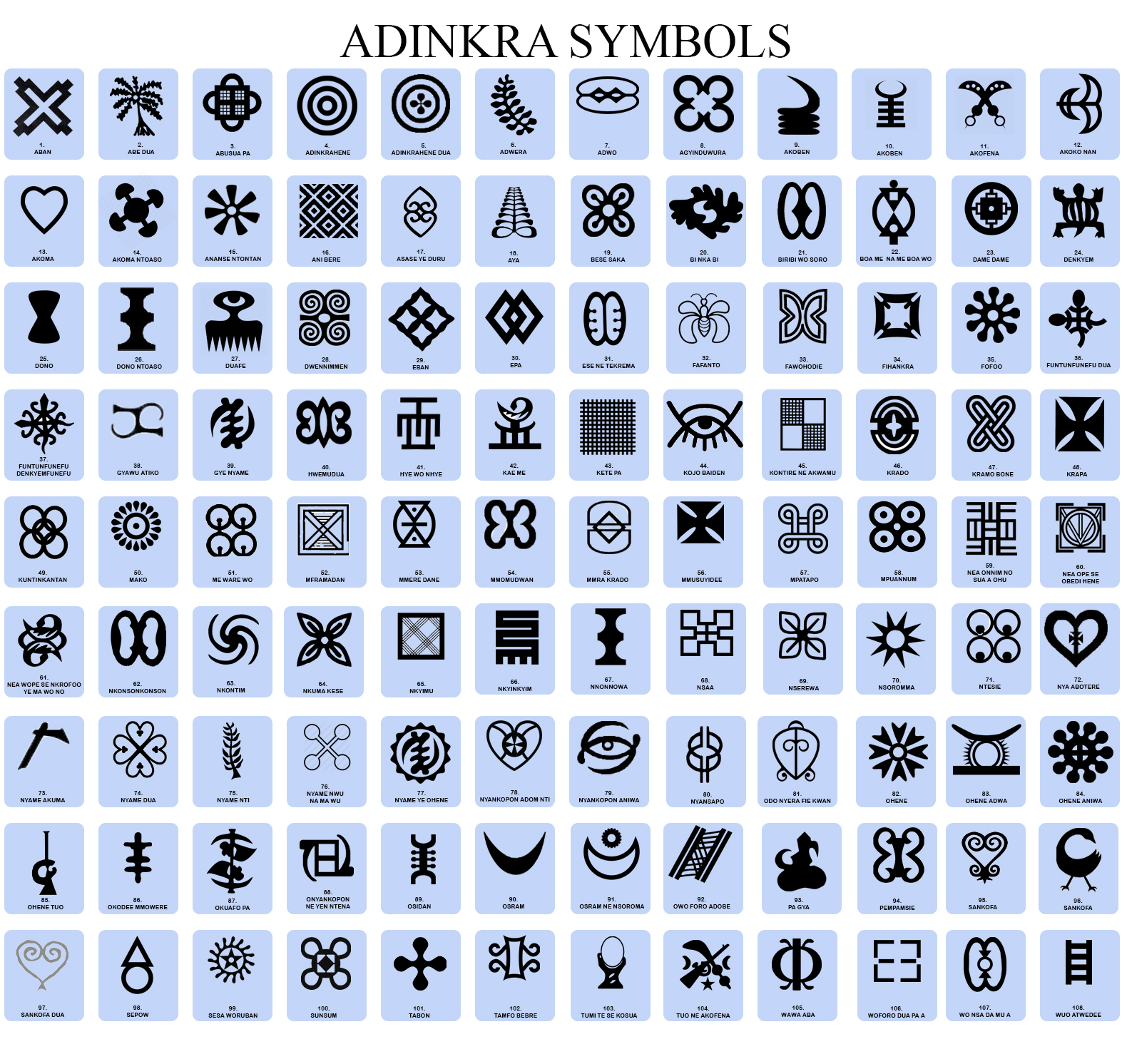
Amostras de símbolos Adinkra

Adinkra são símbolos do Gana que representam conceitos ou aforismos.  Adinkras são amplamente utilizados em tecidos, logotipos, cerâmica e arquitetura. As escritas em tecido adinkra são feitas em xilogravuras bem como serigrafias.  Símbolos Adinkra aparecem em algumas estatuetas acãs tradicionais. Os símbolos também são esculpidos em bancos para uso doméstico e ritual. O turismo levou a novos desvios no uso dos símbolos em itens como camisetas e joias.

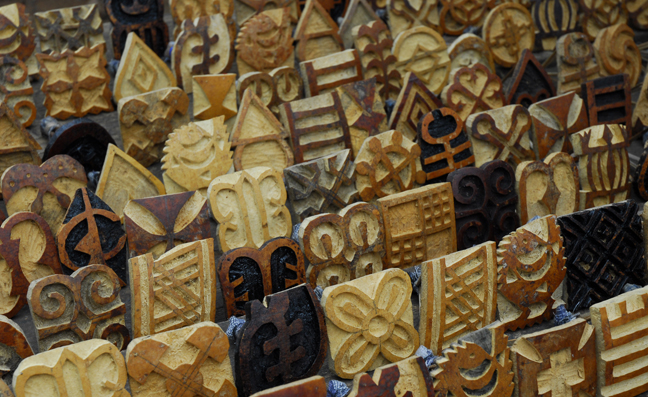
Carimbos Adinkra Calabash

Os símbolos têm uma função decorativa, mas também representam objetos que encapsulam mensagens evocativas que transmitem a sabedoria tradicional, aspectos da vida ou do meio ambiente. Existem muitos símbolos diferentes com significados distintos, geralmente associados com provérbios. Nas palavras de Kwame Anthony Appiah, eles eram um dos meios para "apoiar a transmissão de um corpo complexo e cheio de nuances de prática e crença".

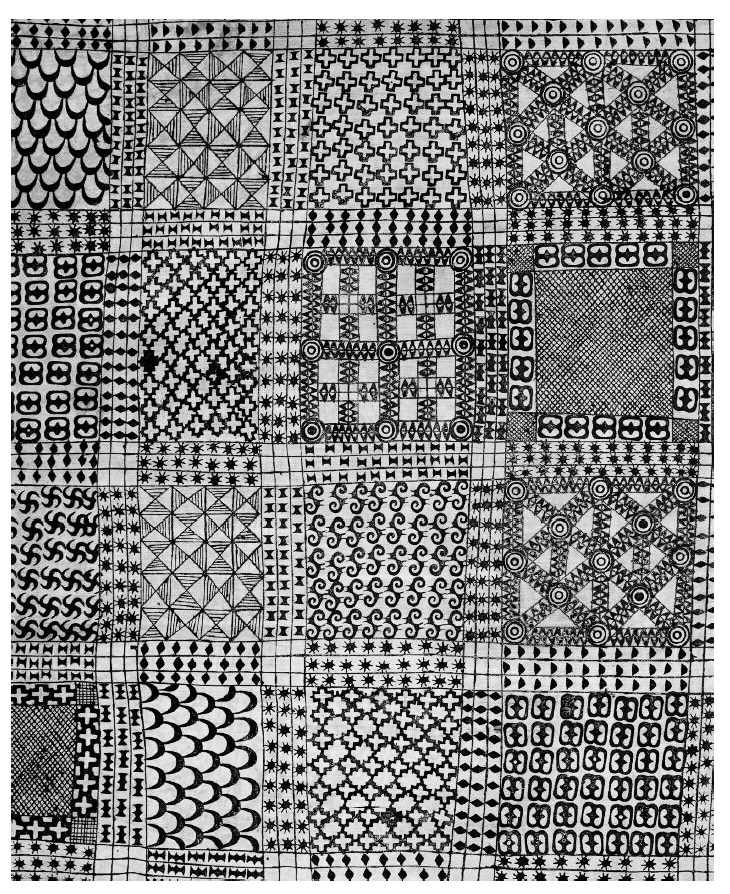
Pano de luto Adinkra 1817

## História
Os símbolos Adinkra foram originalmente criados pelos Abrons de Gyaaman, um povo acãs de Gana. Gyaman (Rei Nana Kwadwo Agyemang Adinkra) originalmente criou ou projetou esses símbolos e os chamou de 'Adinkra'. Os símbolos Adinkra eram amplamente usados em cerâmica, banquetas, etc., pelos Abrons. O pano de Adinkra foi usado pelo Rei de Gyaaman, e seu uso se espalhou de Bono Gyaman para Asante após sua derrota. Diz-se que os designers da guilda que desenharam este tecido para os reis foram forçados a ensinar o ofício aos Asantes. O primeiro filho do rei Gyaman, Nana Kwadwo Agyemang Adinkra, Apau, que se dizia ser bem versado no ofício Adinkra, foi forçado a ensinar mais sobre os tecidos Adinkra. Relatos orais atestam que Adinkra Apau ensinou o processo a um homem chamado Kwaku Dwaku em uma cidade perto de Kumasi.

Os padrões foram impressos usando carimbos esculpidos em cabaças e pintados com tinta vegetal. O pano apresenta quinze símbolos estampados, incluindo nsroma (estrelas), dono ntoasuo  (tambores “Dono” duplos) e diamantes. Agora estão no Museu Britânico. 

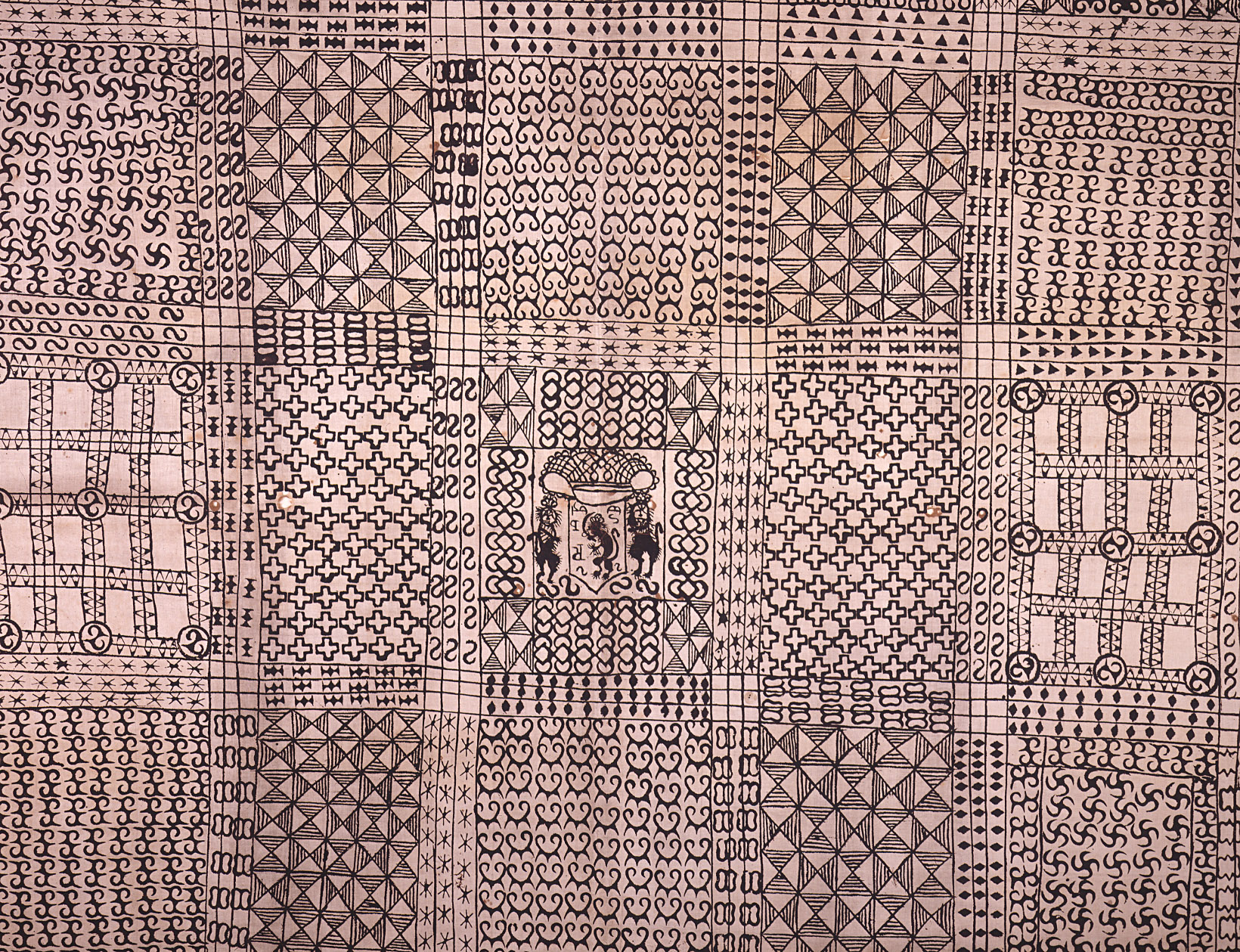
Tecido Adinkra -1825

A próxima peça mais antiga de tecido adinkra foi enviada em 1825 do Castelo de São Jorge da Mina para o gabinete de curiosidades real em Haia, em resposta a uma missão do Major F. Por último, foi nomeado comandante temporário da Costa do Ouro Neerlandesa. Ele provavelmente encomendou o pano para Guilherme I dos Países Baixos, o que explicaria por que o brasão da Holanda está no centro. Os outros motivos são típicos dos antigos adinkras. Agora está em exibição no Museu Nacional de Etnologia de Leiden.

## Tecidos Adinkra
Os tecidos Adinkra eram tradicionalmente usados apenas pela realeza e líderes espirituais para funerais e outras ocasiões muito especiais. No passado, eles eram impressos à mão em tecido de algodão não tingido, vermelho, marrom escuro ou preto, tecido à mão, dependendo da ocasião e do papel do usuário; hoje em dia, eles são frequentemente produzidos em massa em tecidos de cores vivas

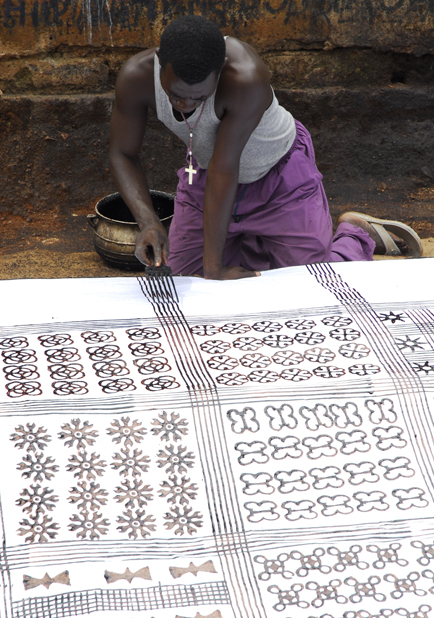
Anthony Boakye usa um pente para marcar linhas paralelas em um tecido adinkra em Ntonso, Gana

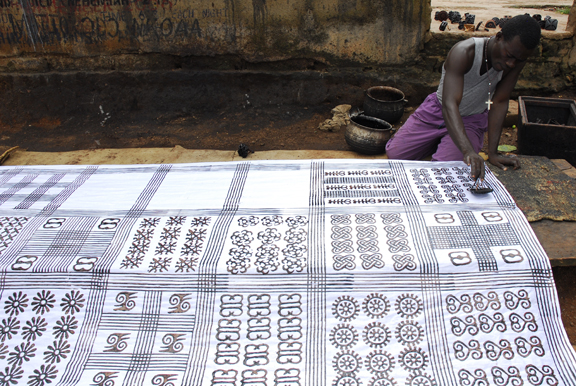
Anthony Boakye imprime um pano adinkra com um carimbo de cabaça em Ntonso, Ghana

O atual centro de produção tradicional de tecido adinkra é de Gana, Ntɔnso, 20 km a noroeste de Kumasi e na Costa do Marfim. O pigmento aduro escuro Adinkra para a estampagem é feito por imersão, pulverização e fervura da casca interna e raízes da árvore badie (Brideli] ferruginea ) na água em fogo de lenha. Uma vez que a cor escura é liberada, a mistura é coada e fervida por mais algumas horas até engrossar. Os selos são esculpidos no fundo de uma peça de cabaça. Eles medem entre cinco e oito centímetros quadrados. Eles têm uma alça na parte de trás, e a própria estampa é levemente curvada, de modo que a tinta pode ser aplicada com um movimento de balanço.

## Símbolos
Amostra registrada de cinquenta e três símbolos adinkra e seus significados

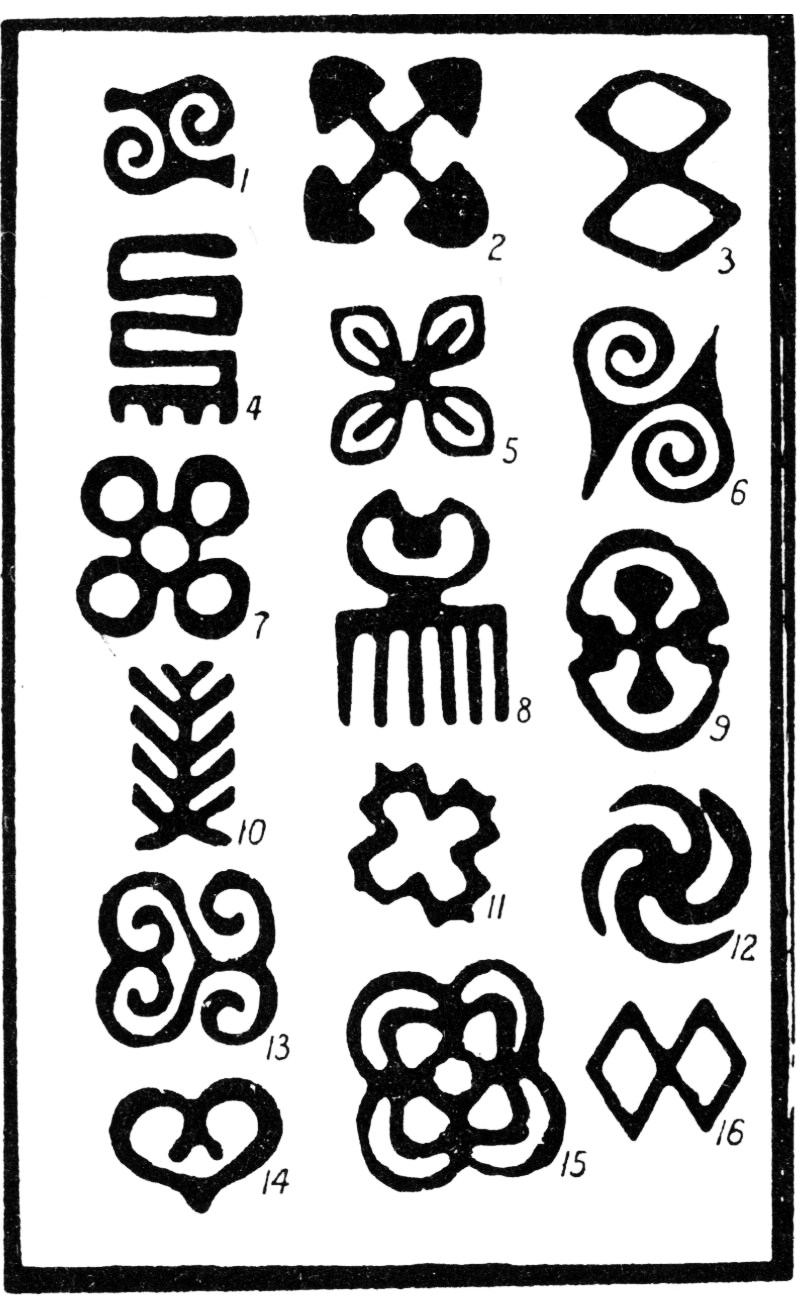
Símbolos de Adinkra registrados por Robert Sutherland Rattray, 1927

| + Lista de símbolos e informações | Número                                     | Nome do símbolo                                                                                   | Significado literal | Mais detalhes | Símbolos |
| 1                                 | Aban                                       | uma casa de dois andares, um castelo                                                              | este desenho foi usado anteriormente apenas pelo Rei de Gyaman |               |          |
| 4                                 | Adinkira 'hene' '                          | o rei Adinkira                                                                                    | 'chefe' de todos esses designs Adinkira |               |          |
| 8                                 | Agyindawuru                                | o gongo da árvore agyin                                                                           | o suco de uma árvore com esse nome às vezes é espremido em um gongo e faz o som agradável aos espíritos |               |          |
|                                   | Akam                                       | uma planta comestível, possivelmente um inhame                                                    | |               |          |
| 9                                 | Akoben                                     | a trompa de guerra                                                                                | |               |          |
| 12                                | Akoko nan tia 'ba, na nkum' ba             | Uma galinha pisa em galinhas, mas não as mata                                                     | |               |          |
| 13                                | Akoma                                      | um coração, com uma cruz no centro                                                                | |               |          |
|                                   | [Nenhum listado]                           |                                                                                                   | | Não. 13       |          |
| 14                                | AKOMA NTOSO                                | os corações unidos                                                                                | |               |          |
| 18                                | Aya                                        | a samambaia                                                                                       | a palavra também significa 'Não tenho medo de você', 'Eu sou independente de você' e o usuário pode sugerir isso ao usá-lo |               |          |
| 20                                | BI NKA BI                                  | ninguém deve morder o outro                                                                       | |               |          |
| 23                                | DAME-DAME                                  | nome de um jogo de tabuleiro                                                                      | símbolo de inteligência e engenhosidade |               |          |
| Dono                              | the dono drum                              |                                                                                                   | |               |          |
| 26                                | Dono ntoasuo                               | tambores duplo dono                                                                               | |               |          |
| 27                                | Duafe                                      | pente de madeira                                                                                  | |               |          |
| 28                                | Dwenini aben                               | chifres de carneiro                                                                               | |               |          |
| 30                                | Epa                                        | algemas                                                                                           | |               |          |
| 34                                | Fihankra                                   | casa circular                                                                                     | |               |          |
| 35                                | Se die fofoo pe, ne se gyinantwi abo bedie | o que a planta fofoo de flor amarela quer é que as sementes de gyinantwi fiquem pretas            | Um provérbio Bono. Um dos desenhos de tecido de algodão tem o mesmo nome. O fofoo, cujo nome botânico é Bidens pilosa, possui uma pequena flor amarela que, ao cair das pétalas, se transforma em uma semente preta pontiaguda. Falado de uma pessoa ciumenta. |               |          |
| 37                                | Funtunfunefu Denkyemfunefu                 | Crocodilos siameses                                                                               | |               |          |
| 38                                | Gyawu Atiko                                | a parte de trás da cabeça de Gyawu                                                                | Gyawu era um subchefe de Gyaman que, na cerimônia de Adae Kesse, teria seu cabelo raspado desta forma |               |          |
| 39                                | Gye Nyame                                  | 'Exceto Deus' ou 'Somente Deus'                                                                   | |               |          |
| 41                                | Hye wo nhye                                | Aquele que te queimar não será queimado                                                           | |               |          |
| 44                                | Kojo Biaden                                |                                                                                                   | |               |          |
| 47                                | Papani amma yenhu Kramo                    | O (grande número de) pessoas que fazem o bem nos impede de saber quem realmente são os maometanos | como os adeptos do Islã são intimados a fazer boas obras na comunidade, e um número crescente de não-muçulmanos também está fazendo isso, não podemos mais usar esse critério para distinguir os muçulmanos que vivem entre nós                                |               |          |
| 49                                | Kuntinkantan                               | dobrado e espalhado                                                                               | kuntinkantan é usado no sentido de 'não se vanglorie, não seja arrogante' |               |          |
| 50                                | [Nenhum listado]                           |                                                                                                   | copiado dos europeus |               |          |
| Não listado                       | Kwatakye atiko                             | na parte de trás da cabeça de Kwatakye                                                            | Kwatakye era um capitão de guerra de um dos reis Gyaman; na cerimônia de Adae Kesse, ele teria cortado o cabelo dessa maneira |               |          |
| Não listado                       | Mmrafo ani ase                             | o queloide s em um homem hauçá                                                                    | |               |          |
| 55                                | Mmra Krado                                 | a fechadura do homem hauçá                                                                        | |               |          |
| 56                                | Musuyidie                                  | algo para remover o mal                                                                           | um pano com este desenho estampado sobre ele estava ao lado do sofá-cama do Rei de Gyaman, e todas as manhãs, quando ele se levantava, colocava o pé esquerdo nele três vezes                                                                                  |               |          |
| 58                                | Mpuannum                                   | cinco tufos (de cabelo)                                                                           | |               |          |
| 62                                | Nkonsonkonson                              | elos de uma corrente                                                                              | |               |          |
| 63                                | Nkotimsefuopua                             |                                                                                                   | certos atendentes da Rainha Mãe que arrumavam seus cabelos dessa maneira. Semelhante a uma suástica. |               |          |
| 66                                | Nkyimkyim                                  | o padrão torcido                                                                                  | |               |          |
| 68                                | Nsaa                                       |                                                                                                   | de um desenho com este nome encontrado em panos nsa |               |          |
| 69                                | Nsirewa                                    | búzios                                                                                            | |               |          |
| 70                                | Nsoroma / Nsoromma                         | uma criança do Céu / Criança dos Céus                                                             | referindo-se ao ditado: Oba Nyankon soroma te Nyame so na onte ne ho so, 'Como a estrela, a filha do Ser Supremo, eu descanso com Deus e não dependo de mim mesmo.' / o padrão estava no travesseiro do Rei de Gyaman                                          |               |          |
| 71                                | Ma te; Masie                               | Eu ouvi (o que você disse); Eu escondi isso                                                       | isso exalta a virtude de ser capaz de manter uma confiança |               |          |
| Não listado                       | Nyame, biribi wo soro, ma no me ka me nsa  | Ó Deus, tudo o que está acima, permite que minha mão o toque                                      | o padrão foi estampado em papel e pendurado acima do lintel de uma porta do palácio. O Rei de Gyaman costumava tocar a verga do lintel, depois a testa, depois o peito, repetindo essas palavras três vezes                                                    |               |          |
| 74                                | Nyame dua                                  | um altar ao Deus do céu                                                                           | |               |          |
| 76                                | Nyame nwu na ma wu                         | Que Nyame morra antes de eu morrer                                                                | |               |          |
| Não listado                       | Obi nka obie                               | Eu não ofendo ninguém sem uma causa                                                               | |               |          |
| 84                                | Ohene niwa                                 | (dentro) os olhinhos do rei                                                                       | Para estar a favor do rei |               |          |
| 85                                | Ohen 'tuo' '                               | a arma do rei                                                                                     | |               |          |
| 86                                | Kodie mmowerewa                            | as garras da águia                                                                                | |               |          |
| 96                                | Sankofa                                    | volte e pegue-o                                                                                   | |               |          |
| 97                                | Sankofa                                    | volte e pegue-o                                                                                   | |               |          |
| 98                                | Sepow                                      | uma faca enfiada nas bochechas de um homem                                                        | o homem está prestes a ser executado para evitar que ele invoque uma maldição sobre o rei |               |          |